# Xunqueira de Ambía
Xunqueira de Ambía (spanisch Junquera de Ambía) ist eine spanische Gemeinde (Concello) mit 1.352 Einwohnern (Stand: 2024) in der Provinz Ourense der Autonomen Gemeinschaft Galicien.

## Geografie
Xunqueira de Ambía liegt ca. 17 Kilometer südsüdöstlich der Provinzhauptstadt Ourense in einer durchschnittlichen Höhe von ca. 540 m.

## Bevölkerungsentwicklung der Gemeinde
Legende: Junquera de Ambia___Xunqueira de Ambía

Quelle: INE-Archiv – grafische Aufarbeitung für Wikipedia

## Gemeindegliederung
Die Gemeinde Xunqueira de Ambía ist in sechs Parroquias gegliedert:
| Parroquias         | Patrozinium        | Einwohner 2024 | Fläche km² | Dichte Einw./km² | Höhe msnm | Ortskennzahl |
| ------------------ | ------------------ | -------------- | ---------- | ---------------- | --------- | ------------ |
| A Abeleda          | San Vicente        | 334            | 19,85      | 17               | 699       | 32036010000  |
| Armariz            | San Salvador       | 281            | 9,77       | 29               | 552       | 32036020000  |
| Bobadela a Pinta   | Santa Mariña       | 84             | 7,03       | 12               | 683       | 32036030000  |
| A Graña            | Santiago           | 122            | 10,32      | 12               | 650       | 32036040000  |
| Sobradelo          | San Román          | 118            | 3,88       | 30               | 662       | 32036060000  |
| Xunqueira de Ambía | Santa María a Real | 429            | 9,37       | 46               | 541       | 32036050000  |

## Wirtschaft
| Ackerbau, Viehzucht und Fischerei                                                  | 040 | 09,28  |
| Industrie                                                                          | 044 | 010,21 |
| Bauwirtschaft                                                                      | 068 | 015,78 |
| Dienstleistungsbetriebe                                                            | 279 | 064,73 |
| Total                                                                              | 431 | 100,00 |
| * Daten aus dem Statistischen Amt für Wirtschaftliche Entwicklung in Galicien, IGE |     |        |

## Sehenswürdigkeiten
- Klosterkirche Santa María in Xunqueira
- Vinzenzkirche in Abeleda
- Romanuskirche in Xunqueira de Ambía

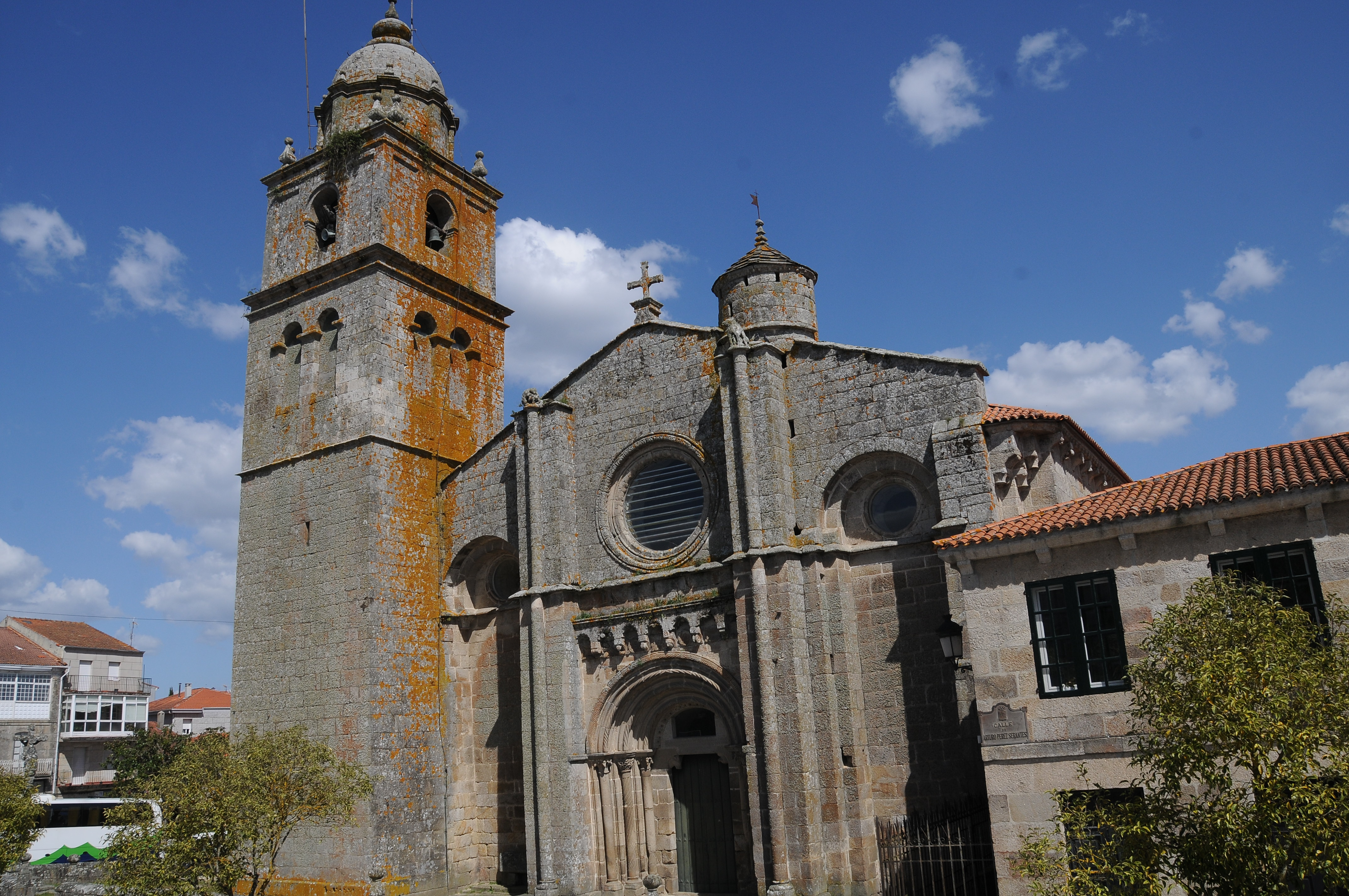
Klosterkirche Santa María
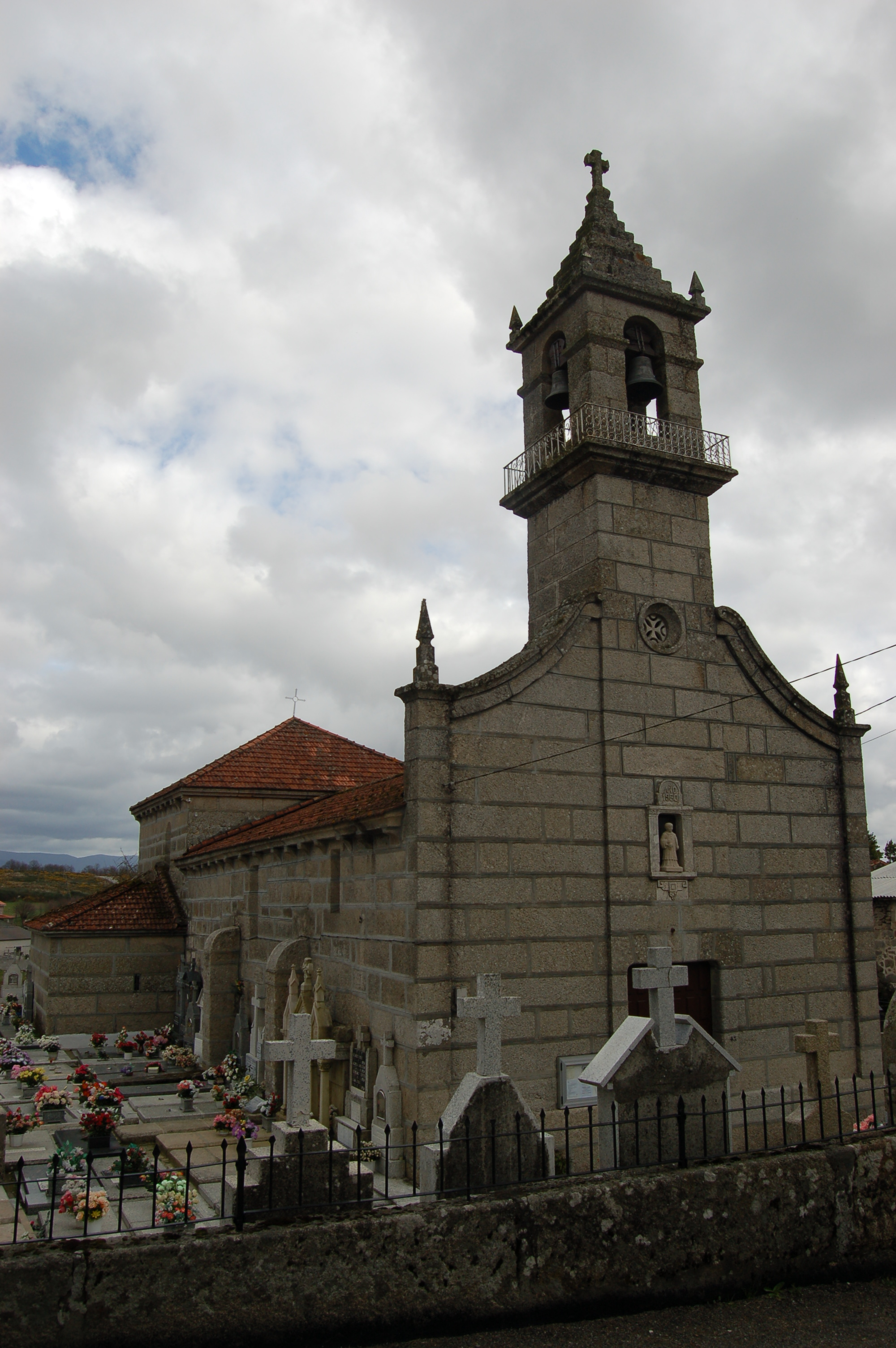
Vinzenzkirche
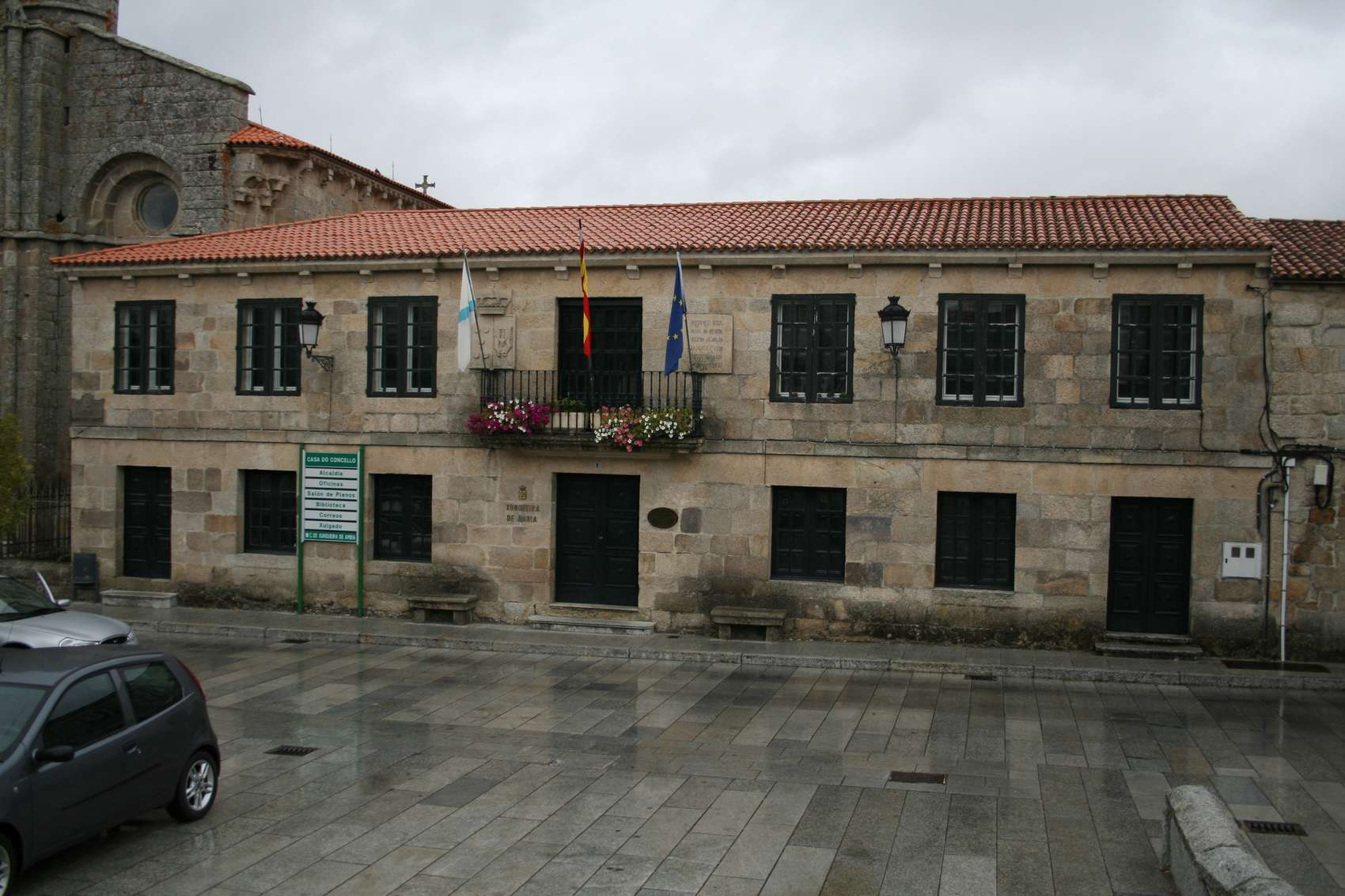
Rathaus